# Grande Torino
Jako Grande Torino (Velký Turín) se označuje italský fotbalový klub Turín FC z období čtyřicátých let dvacátého století, pětinásobný po sobě jdoucí vítěz ligy, jejichž hráči byli páteří reprezentace, jakož i jedna z nejsilnějších formací v historii fotbalu, která měla tragický konec dne 4. května 1949, při letecké katastrofě známé jako Tragedie Superga, ve které celý tým přišel o život. 
S tímto názvem, je obvyklé definovat celý sportovní cyklus, který trval osm let, což vedlo k dobytí pěti po sobě jdoucích titulů a italského poháru.

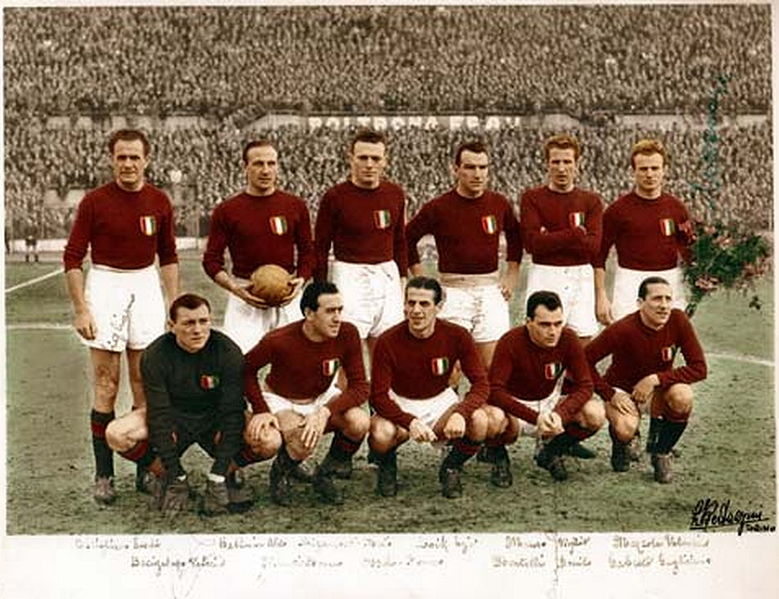
Pětinásobný vítěz ligy (1948/49)

## Historie

### Příchod Ferruccia Novo

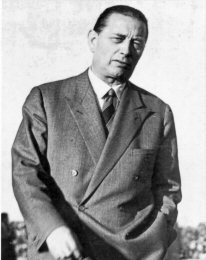
Ferruccio Novo

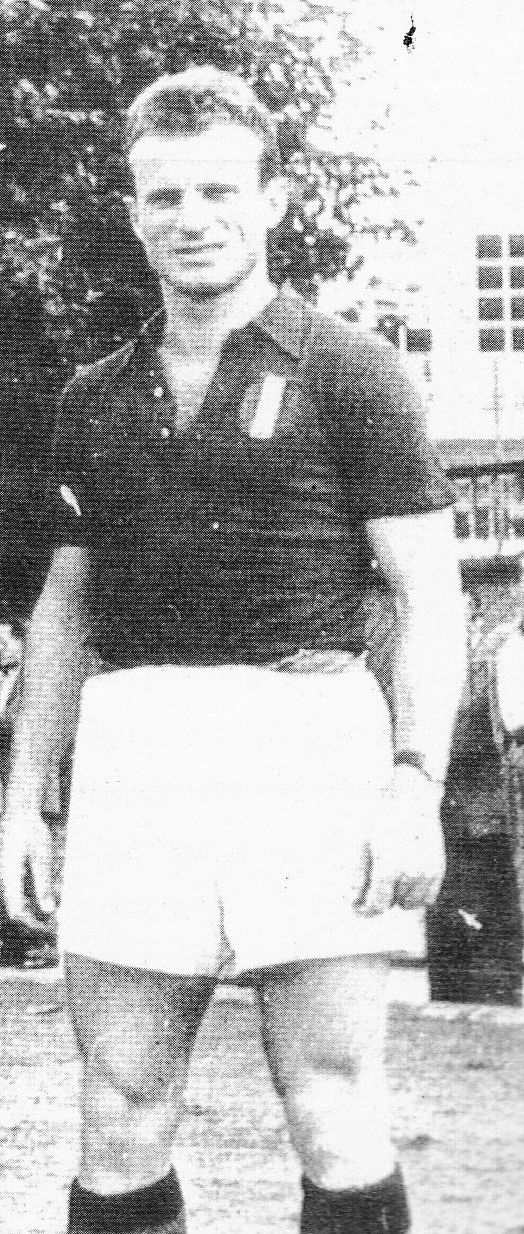
Valentino Mazzola

V létě roku 1939 převzal předsednictví klubu průmyslník Ferruccio Novo, bývalý juniorský fotbalista býků. Byla provedena reorganizace, která byla inspirována sportovní a obchodní politiky zavedené se značným úspěchem od klubu Juventus FC. Na návrh Pozza aby se klub řídil jako se řídili anglické kluby. Obklopili se kompetentními spolupracovníky, jako byli bývalí hráči Antonio Janni, Mario Sperone a Giacinto Ellena. Technickým ředitelem se stal Maďar Ernő Erbstein a trenérem mládeže Angličan Leslie Lievesley.

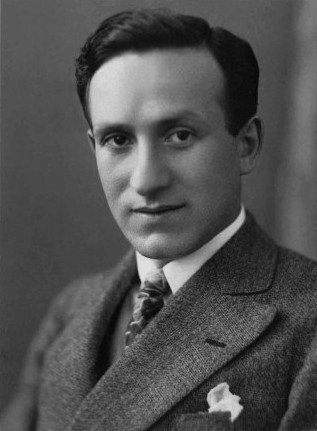
Ernő Erbstein

Prvním velký nákup byl osmnáctiletý Franco Ossola, který byl koupen s klubu Varese Sportiva za 55 000 lir. Za války se Franco Ossola ukázal jako výborný střelec a stal se sedmým nejlepším střelcem ligy (1940/41). Před sezonou 1941/42 klub koupil pět nových hráčů. Ten nejdražší byl Pietro Ferraris, přišel z klubu AS Ambrosiana - Inter za 250 000 lir. Přišel i Guglielmo Gabetto, Alfredo Bodoira a Felice Borel z konkurenčního Juventusu. Sezonu 1941/42 vyhrál titul klub AS Řím, ale býci se již umístili na 2. místě a za nimi o bod skončili fotbalisté z Benátek za které hráli dva velcí fotbalisté mladého věku: Valentino Mazzola a Ezio Loik.
Klub je na novou sezonu 1942/43 koupil za 1 200 000 lir a připojil se k nim i fotbalista Giuseppe Grezar koupený z Triestiny. Všichni tři již byli součástí reprezentace pod vedením Pozza. A tak se zrodil tým kterému se říkalo Grande Torino. Klub sezonu vyhrál o jeden bod před klubem z Livorna. V poháru vyhráli finále 4:0 nad klubem AFC Benátky a získal double.

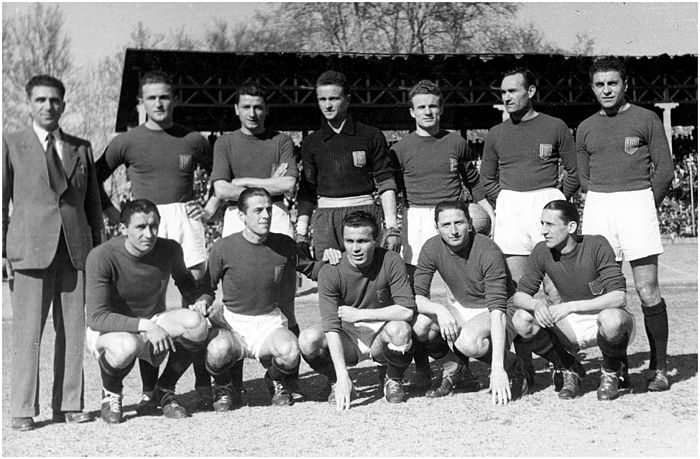
1944

### 1944
V roce 1944 byla Itálie, nyní zničená válkou, rozdělena na dvě části Gótskou linií. Na severní straně linie byl loutkový fašistický režim a na jižní Spojenci postupující z jihu poloostrova. Ale liga pokračovala dále. Aby se předešlo rizikům, že budou fotbalisté z klubu povoláni do války, zajistil Ferruccio Novo práci v továrnách automobilky FIAT. Klub se tak přejmenoval na Turín FIAT. Klub skončil v lize na druhém místě. Ročník byl ale neuznán.

### 1945–1949
Před sezonou 1945/46 klub posiluje o fotbalisty: Valerio Bacigalupo, Aldo Ballarin, Virgilio Maroso, Mario Rigamonti a Eusebio Castigliano. Odchází po jednom ročníku velký střelec Silvio Piola do konkurenčního Juventusu. Trenérem se stává bývalý hráč býků Luigi Ferrero. Klub vyhraje ligu o bod nad konkurentem Juventusu. Příští sezonu 1946/47 se klub posílil o hráče: Romeo Menti, Danilo Martelli a Francesco Rosetta. Klub se radoval opět z titulu, prohrál jen tři zápasy a vstřelil 104 branek, což byl rekord. Hráč Valentino Mazzola byl nejlepší střelec (29. branek). Na jaře roku 1947 trenér reprezentace proti Švýcarsku a Maďarsku složil reprezentační tým o desíti a devíti hráčů z býků. V sezoně 1947/48 klub opustil trenér Luigi Ferrero a místo něj byl najat bývalý hráč býků Mario Sperone. Klub nastřílel 124 branek a jen 33 obdržel a vyhrál o 16 bodů titul.
V sezoně 1948/49 z klubu odešel Pietro Ferraris, naopak přišel československý reprezentant Július Schubert. Do trenérské lavičky se z mládeže přesunul Angličan Leslie Lievesley a pomáhal mu technický ředitel Maďar Ernő Erbstein. Klub hrál velké předsezónní turné v Brazílii. Klub s přehledem vede tabulku ligy. Dne 1. května roku 1949
klub odlétá do Portugalska k přátelskému utkání.

### Tragédie
Francisco Ferreira byl kapitánem klubu Benfica Lisabon a reprezentace Portugalska. S Mazzolou se setkal na konci února jako kapitáni národních týmů v zápase, které vyhrálo Itálie 4:1. Během oslav po skončení zápasu, se organizační výbor rozhodl vzdal hold hráči Ferreirovi. Bylo rozhodnuto pozvat býky na rozlučkový zápas s kariérou.
Někteří hráči se výletu nezúčastnili, obránce Sauro Tomà (zraněn), Renato Gandolfi (druhý brankař) byl zklamaný že neletěl, protože místo něj získal místo třetí brankář Dino Ballarin. Prezident klubu Ferruccio Novo do Lisabonu necestoval. Dne 3. května klub hrál před 40 000 lidmi na stadionu Estádio Nacional do Jamor 3:4 pro Benfiku.

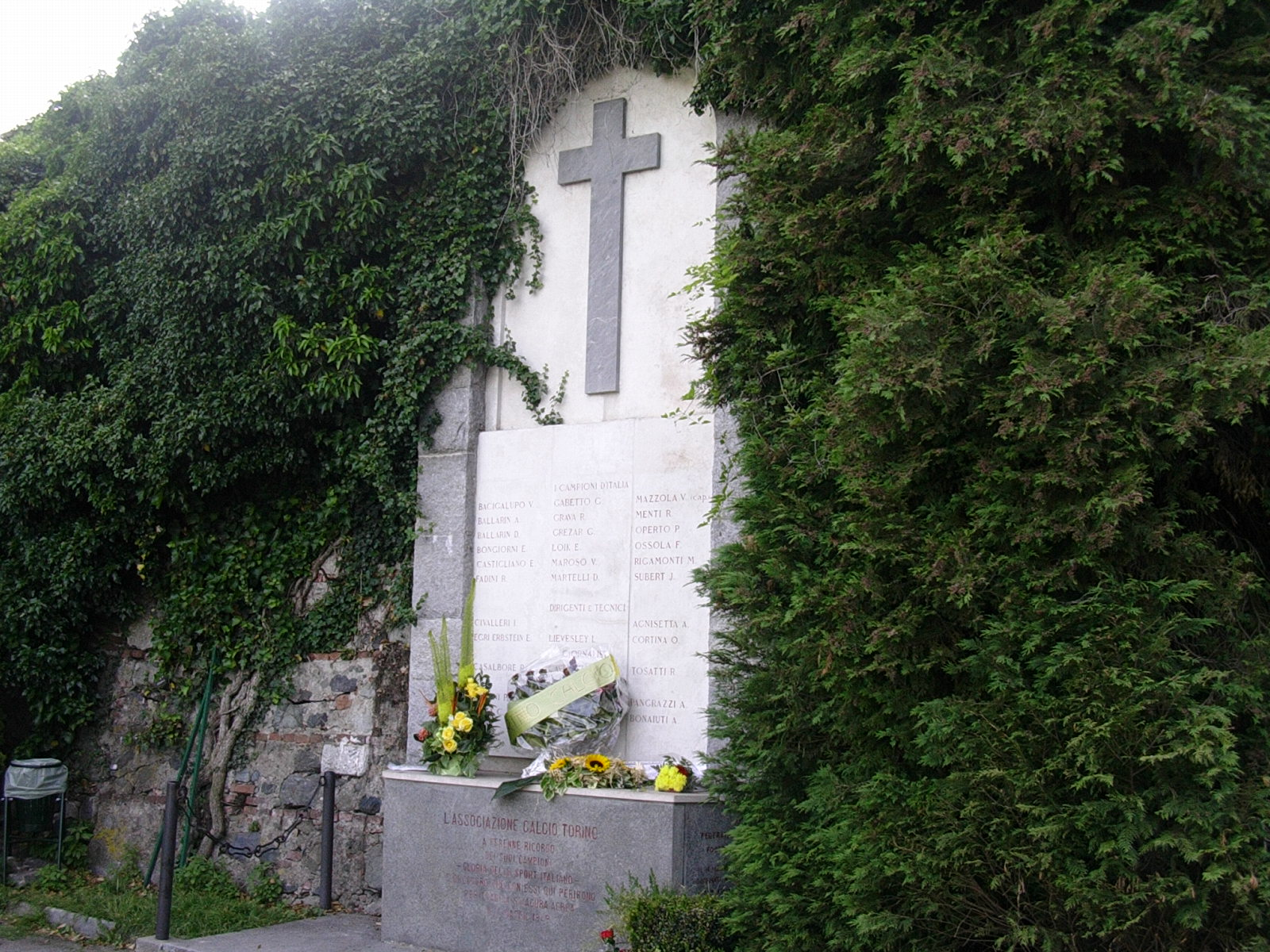
Pomník na místě nárazu

Den návratu domů byl 4. května letadlem Fiat G.212. V 17:05, byla v Turíně velká mlha, letadlo se dostalo mimo kurs kvůli nedostatečné viditelnosti a narazilo do opěrných zdí zahrady na zadní straně Baziliky Superga.
Náraz způsobil okamžitou smrt všech třicet jedna lidí na palubě, včetně hráčů, technického personálu, novinářů a posádky. Pro slávu týmu měla tragédie velkou rezonanci ve světovém tisku i v Itálii. V den pohřbu vyšel téměř jeden milion lidí do ulic v Turíně, aby týmu vzdali úctu.
Hrdinové jsou vždy nesmrtelní v očích těch, kteří v ně věří. A tak budou chlapci věřit, že Turín není mrtvý: je to jen „pryč“.
(Indro Montanelli , od Corriere della Sera ze dne 7. května 1949)
Býci museli ještě dohrát čtyři zápasy v lize a tak zařadili do A týmu juniory. Sestavu juniorů sestavili všechny čtyři kluby se kterými měli hrát (Janov CFC, US Palermo, UC Sampdoria a AC Fiorentina). Býci byli úspěšní a vyhráli svůj šestý titul a pátý v řadě.